# Помірко Роман Семенович

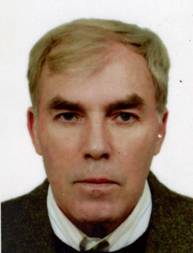
Помірко Роман Семенович

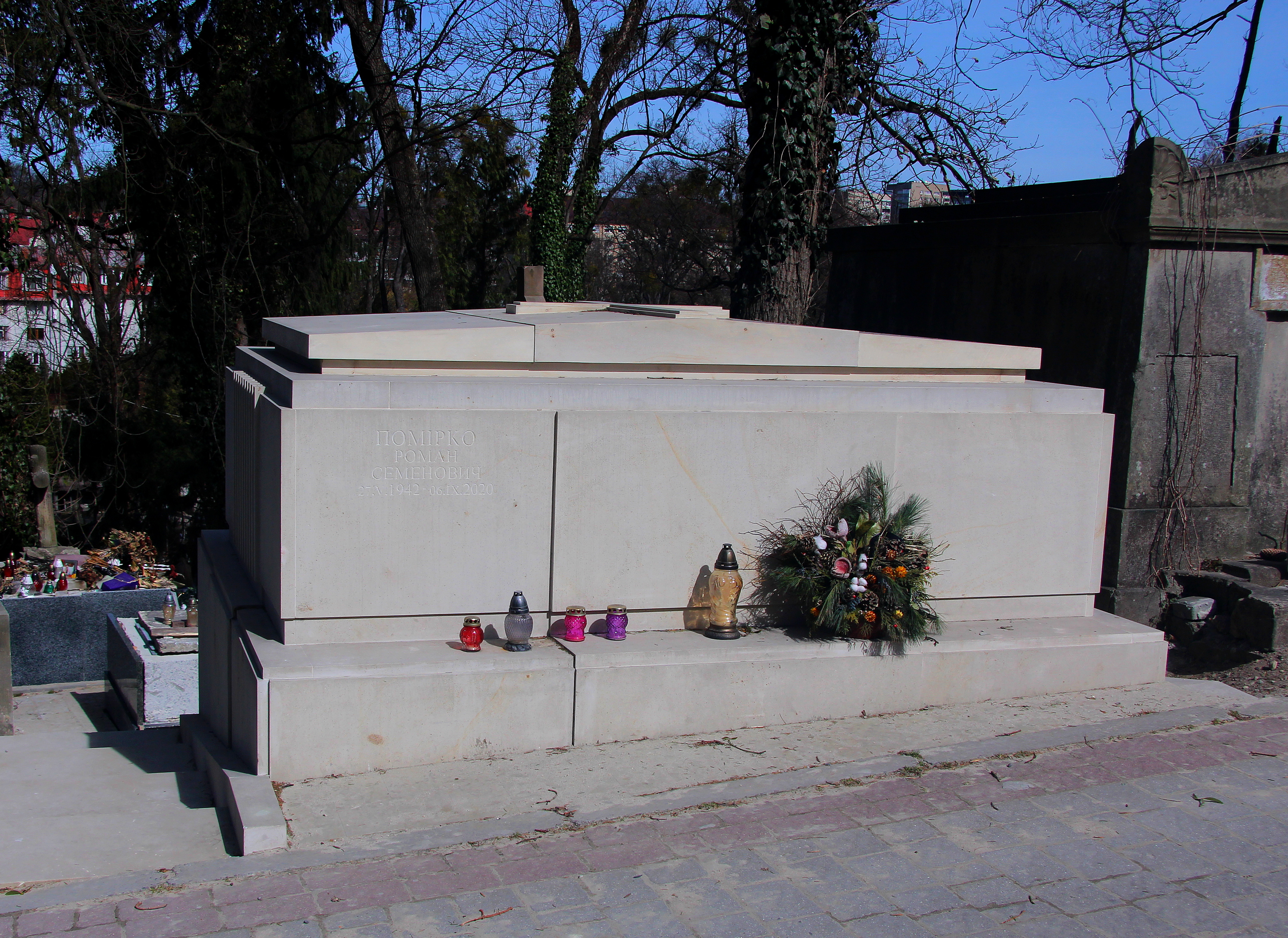

Помірко Роман Семенович (27 травня 1942 — 6 вересня 2020) — український учений-мовознавець. Доктор філологічних наук, професор. Академік АН ВШ України з 2005 р.

## Біографія
Народився у містечку Судова Вишня Львівської обл. у сім'ї хліборобів. У 1969 р. закінчив Львівський університет ім. І. Франка за спеціальністю «французька та іспанська мови і літератури». У 1969—1972 рр. — перекладач технічного військового інституту в м. Гавана (Куба). З 1973 р. — асистент кафедри французької філології ЛДУ ім. І. Франка, у 1975—1978 рр. — аспірант цієї кафедри. У 1979 р. захистив кандидатську дисертацію у КДУ ім. Т. Шевченка. У 1980—1983 рр. — заступник декана факультету іноземних мов, а з 1984 р. — завідувач кафедри французької філології ЛДУ ім. І. Франка. У 1984, 1988, 1994 рр. — наукове стажування в Сорбонському університеті (Франція). У 1987—1989 рр. — докторант кафедри французької філології. У 1988 р. — наукове стажування в Мадридському автономному університеті. У 1992 р. захистив докторську дисертацію в КНУ ім. Т. Шевченка. У 1993 р. присвоєно звання професора. У 1996—2000 рр. — декан факультету іноземних мов Львівського національного університету ім. І. Франка. У 1996—1997 рр. — професор Анжуйського університету (Франція). У 1997—2002 рр. — координатор навчального проекту «Прикладні іноземні мови» (Франція, Іспанія, Англія, Україна).
Похований у родинному гробівці  на 63 полі Личаківського цвинтаря.

## Наукова діяльність
Напрям наукових досліджень: романське та порівняльно-історичне і типологічне мовознавство.
Автор понад 150 наукових праць, 2 монографій та 2 підручників.
Підготував 20 кандидатів наук та 2 докторів наук.
У 1995—2000 рр. — почесний президент «Альянс франсез» у Львові. У 2001 р. — номінант 18-го видання «Marquis Who's who in the World». У 2006 р. присвоєно почесне звання «Заслужений професор Львівського національного університету ім. І. Франка». Нагороджений медаллю ЛНУ ім. І. Франка з нагоди святкування 150-річчя з дня народження Івана Франка.